# Eslovacs
Els eslovacs (en eslovac: Slováci) són un grup humà eslau occidental que viuen sobretot a Eslovàquia i que parlen eslovac. Els eslovacs també són les persones que tenen la ciutadania de la República d'Eslovàquia.
En l'actualitat la majoria dels eslovacs viuen dins les fronteres d'Eslovàquia (UNS 5.410.836). Hi ha minories d'eslovacs a la República Txeca, Polònia, Hongria, Sèrbia i hi ha un nombre relativament important d'emigrants eslaus i els seus descendents que viuen als Estats Units i al Regne Unit.

## Història

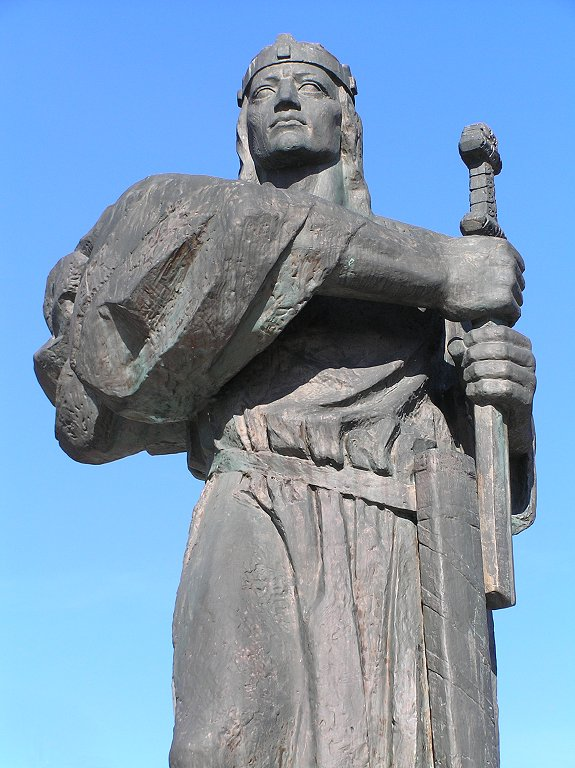
Pribina, cap del Principat de Nitra, que va manat sobre el Principat de Balaton from 839/840 to 861.

Els primers estats eslaus coneguts a l'actual Eslovàquia foren l'Imperi de Samo i el Principat de Nitra que es van fundar al segle viii.
La Gran Moràvia (833-¿907?) fou un estat eslau que va existir entre el segle ix i principis del segle x, els creadors del qual foren els avantpassats dels actuals txecs i eslovacs. D'entre els desenvolupaments important que es van fer a la Gran Moràvia durant aquesta època hi destaquen la missió dels monjos grecs Ciril i Metodi, el desenvolupament de l'alfabet Glagolític (una forma antiga de l'alfabet cirícil i l'ús de l'antic eslau com a llengua oficial i literària. El territori original que habitaven les antigues tribus eslaves inclouen no només l'actual Eslovàquia, si no també parts de l'actual Polònia, el sud-est de Moràvia i la meitat septentrional de l'actual Hongria.
El territoria de l'actual Eslovàquia va esdevenir part del Regne d'Hongria sota el domini hongarès entre el 907 i principis del segle XIV i es va mantenir sota la influència d'aquest regne fins a la formació de Txecoslovàquia el 1918. Quan la majoria d'Hongria fou conquerit per l'Imperi Otomà el 1541, l'Alta Hongria (l'actual Eslovàquia) va esdevenir el nou centre del nou regne sota l'Hongria Reial (1526-1699). En aquesta època alguns croats es van assentar al voltant de Bratislava.
Quan l'Imperi Otomà fou forçat a retirar-se de l'actual Hongria, al voltant del 1700, milers d'eslovacs es van assentar en parts despoblades del Regne d'Hongria restaurat (l'actual Hongria, Romania, Sèrbia i Croàcia) on encara avui en dia hi viuen minories eslovaques. Després de Transsilvània, l'Alta Hongria fou la part més avançada del Regne d'Hongria durant molts segles, però al segle xix, quan Budapest va esdevenir la nova capital del Regne, la seva importància va minvar i molts eslovacs es van empobrir. Com a resultat, centenars de milers d'eslovacs van emigrar cap a Amèrica del Nord, sobretot a finals del segle xix i principis del segle xx, fins al total d'1,5 milions de persones.
Eslovàquia exhibeix una rica cultura pròpia. Una part dels costums i les convencions socials eslovaques són comuns amb altres nacions de l'antiga Monarquia Habsburg.
Després de la Segona Guerra Mundial es va formar Txecoslovàquia i la regió es va industrialitzar. L'eslovac fou fortament influenciat pel txec durant aquest període.

### Eslovacs al món actual
Les transformacions polítiques del 1989 i del 1993 van restaurar moltes llibertats per als eslovacs. La societat contemporània eslovaca combina elements de la tradició folklòrica eslovaca i l'estil de vida occidental.

## Nom i etnogènesi

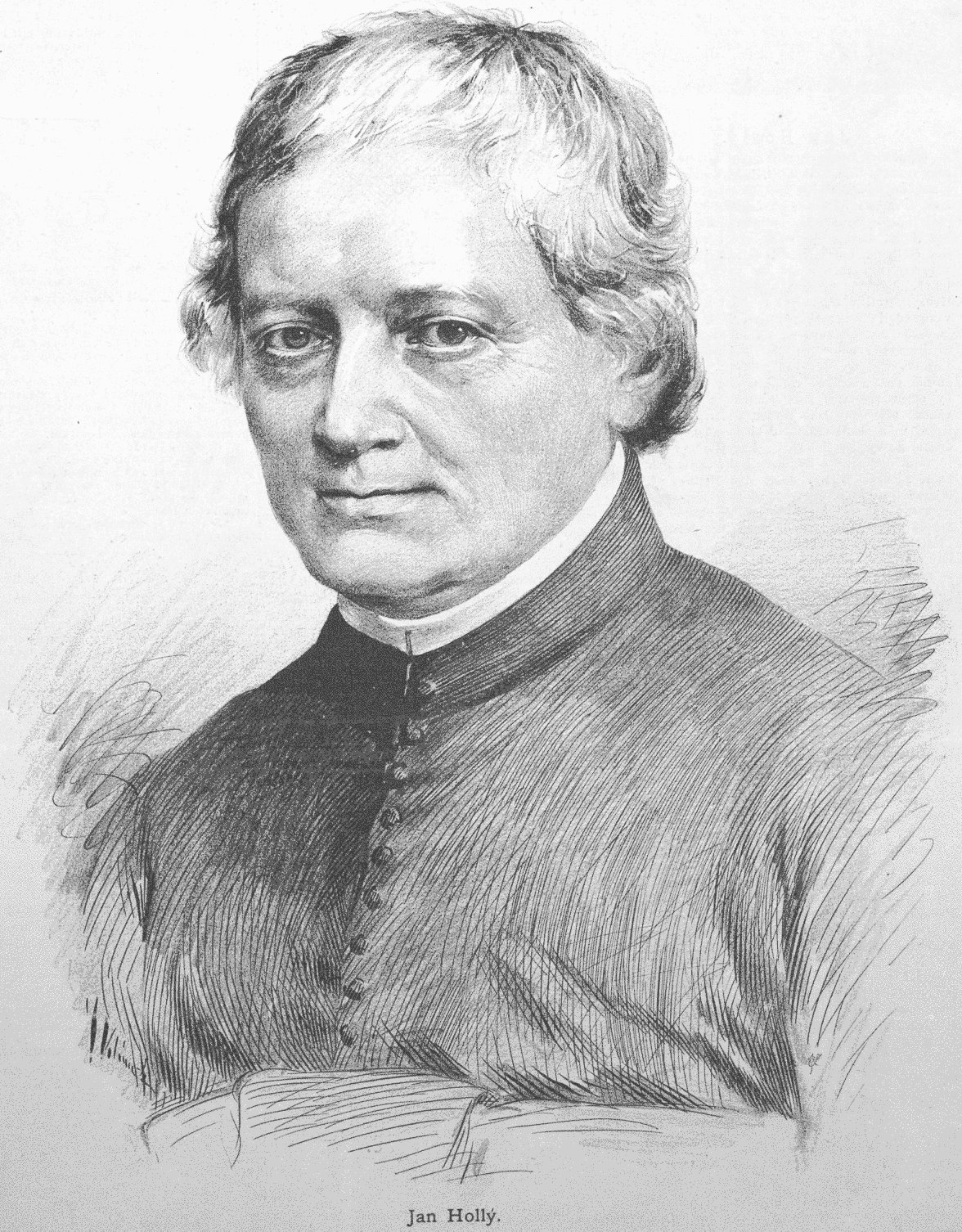
Ján Hollý (retrat de 1885)

L'origen dels eslovacs no és clar i hi ha diferents postures entre els científics que l'han estudiat. El terme "eslovac" és problemàtic en relació al període medieval, ja que va sorgir en el nacionalisme modern després del segle xviii. La ideologia nacionalista de què els eslovacs són els descendents dels eslaus que havien habitat el territori de l'actual Eslovàquia té una llarga història i està relacionada amb l'ambició dels eslovacs d'aconseguir l'autodeterminació o autonomia d'Hongria a partir del segle xix i durant el nacionalisme romàntic. Aquesta teoria ha donat suport a la història de la Gran Moràvia (que era un estat en el qual convivien els eslovacs amb els txecs) per a donar legitimitat a la creació de la Txecoslovàquia unida i que aquest estat va subvencionar. Després de la Dissolució de Txecoslovàquia, el 1993, la formació de l'Eslovàquia independent va motivar un interés a fomentar la identitat nacional eslovaca. Així, en l'actualitat es posa més l'accent en l'eslovaquietat que en la identitat nacional comuna txecoslovaca. Tot i que la definició i la identificació dels habitants de la Gran Moràvia és molt difícil i els records històrics no són precisos no són precisos, l'actual consens entre els historiadors eslovacs és que els eslovacs existeixen com un poble amb consciència nacional de la seva identitat nacional des del segle ix o x, i que es pot identificar els eslaus que vivien en aquest regne com eslovacs.

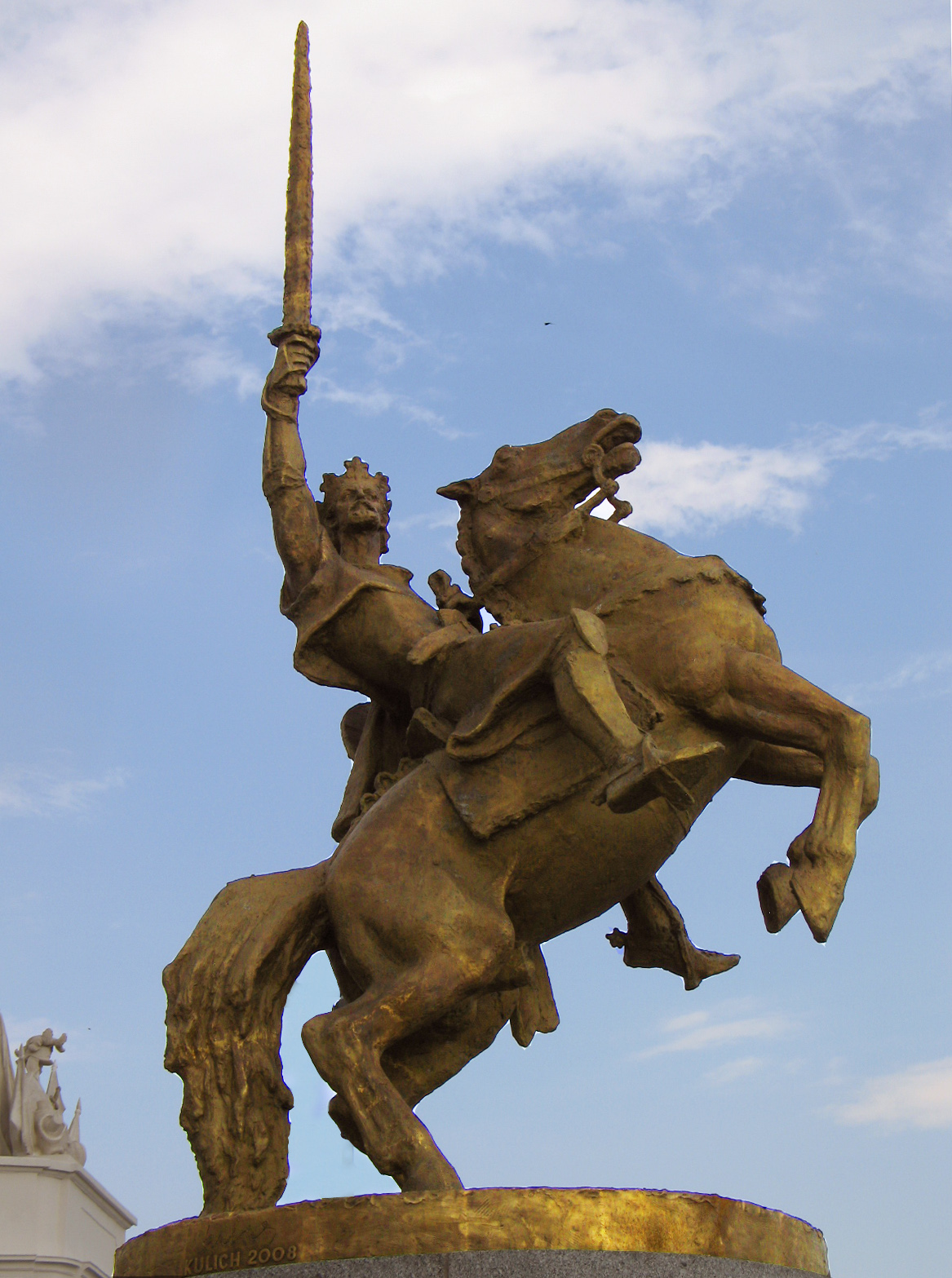
L'estàtua de Svätopluk I de Moràvia

La teoria de la "Gran Moràvia" i de l'herència "Cirilo-metodiana" data del segle xviii. Georgius Papanek (o Juraj Papánek), en el seu llibre Historia gentis Slavae. De regno regibusque Slavorum (Història del Poble eslau: En el regnat i els reis dels Eslaus) traça les arrels dels eslovacs fins a la Gran Moràvia.
La nació eslovaca moderna és el resultat d'un procés radical de modernització durant l'Imperi Habsburg que va culminar al segle xix. Segons el filòsof Ernest Gellner, això és contrari al mite eslovac que traça l'origen de la nació eslovaca abans del segle ix.

### El terme "Eslovac"
Els eslovacs i els eslovens són les úniques actuals nacions eslaves que preserven el seu antic nom d'eslaus (en singular: slověn) en el seu nom - l'adjectiu "eslovac" és encara slovenský  i el nom femení és encara Slovenka a l'eslovac i només el nom masculi "eslovac" canvia a Slovenin. El nom eslovac per a anomenar la seva llengua és slovenčina  i el nom eslovè per la seva llengua és slovenščina. El nom es deriva de la forma proto-eslava de slovo (paraula, parlar). Així, els eslovacs i els eslovens volen dir, quan anomenen la seva llengua i els que la parlen "persones que parlen".

#### En altres llengües
En magiar, "eslovac" és Tót (en plural: tótok), un exònim. Originalment s'utilitzava per a referir-se a tots els eslaus, també als eslovens i als croats, però s'ha acabat utilitzant per a referir-se sobretot als eslovacs. El terme és considerat ofensiu en un context contemporani però fou utilitzat per a referir-se als eslovacs quan l'actual Eslovàquia formava part d'Hongria. Hi ha molts llocs d'Hongria que es diuen amb aquest prefix: Tótszentgyörgy, Tótszentmárton i Tótkomlós. Tóth també és un cognom molt comú a Hongria.
Els eslovacs també han rebut altres nominacions com Slovyenym, Slowyenyny, Sclavus, Slavus, Slavi, Winde, Wende o Wenden.

## Cultura
L'art eslovac es pot traçar des de l'Edat medieval, quan algunes de les peces d'art més important de la història del país van ser creades. Algunes de les figures més importants d'aquest període són mestres com el Mestre Paul de Levoča i el Mestre MS. Entre els artistes contemporanis més importants, hi ha Koloman Sokol, Albin Brunovský, Martin Benka, Mikuláš Galanda, Ludovit Fulla, Julius Koller, Stanislav Filko i Roman Ondak. Els compositors musicals més importants són Eugen Suchoň, Ján Cikker, Alexander Moyzes, Vladimir Godar i Peter Machajdik.
En el camp de la ciència i la tecnologia, hi destaquen: Jozef Murgaš, Ján Bahýľ, Štefan Banič, Aurel Stodola i John Dopyera. Els inventors hongaresos Joseph Pertzval i Stefan Jedlik tenien pares eslovacs.
Els eslovacs historiadors i polítics més destacats han estat Pavel Jozef Šafárik, Matej Bel, Ján Kollár, Milan Rastislav Štefánik i Alexander Dubček. Hi ha dos principals lingüistes que han codificat l'eslovac, Anton Bernolák i Ľudovít Štúr.
L'heroi eslovac més conegut fou Juraj Jánošík i també és destacat l'explorador i diplomàtic Móric Beñovský.

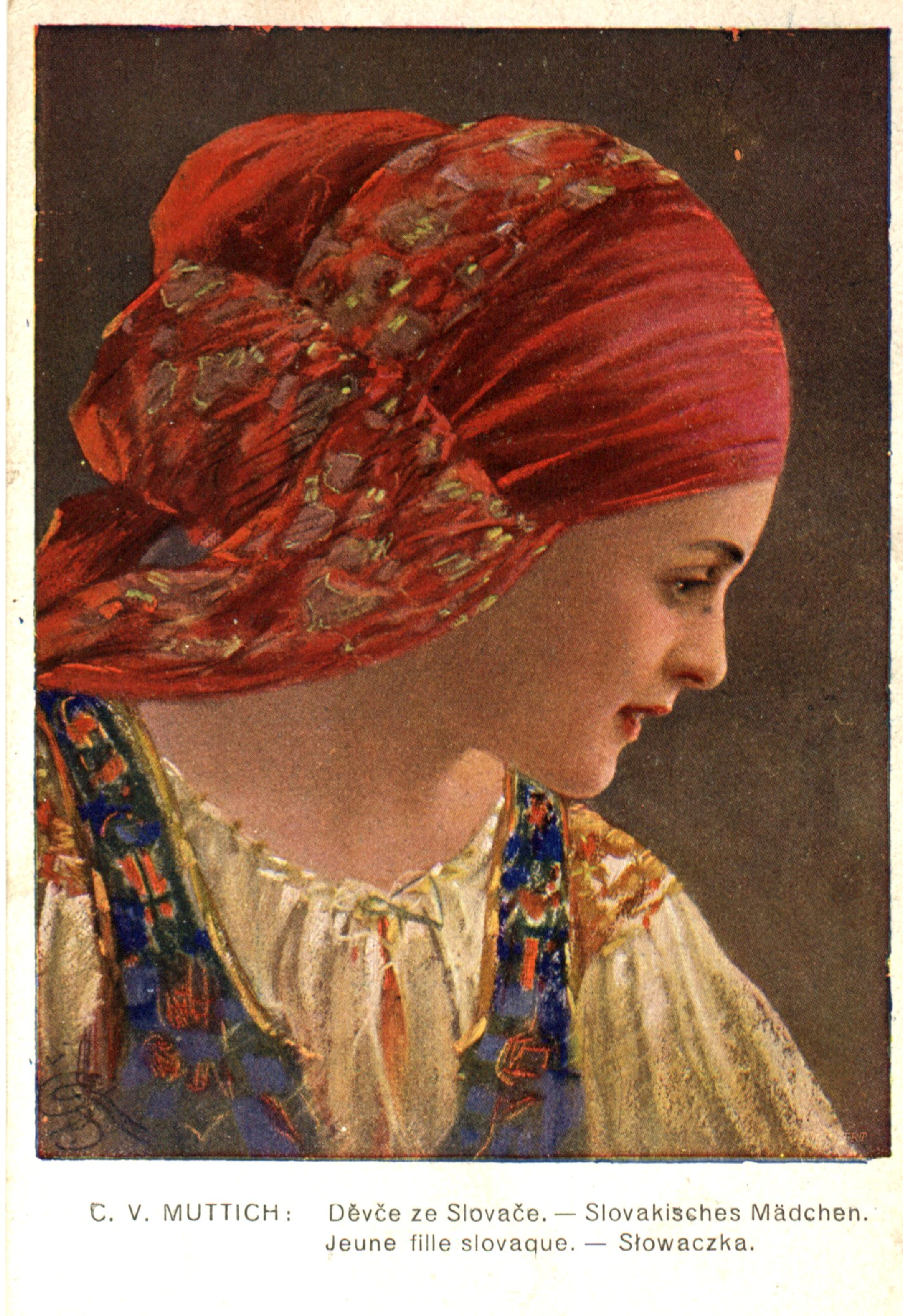
Noia d'Eslovàquia
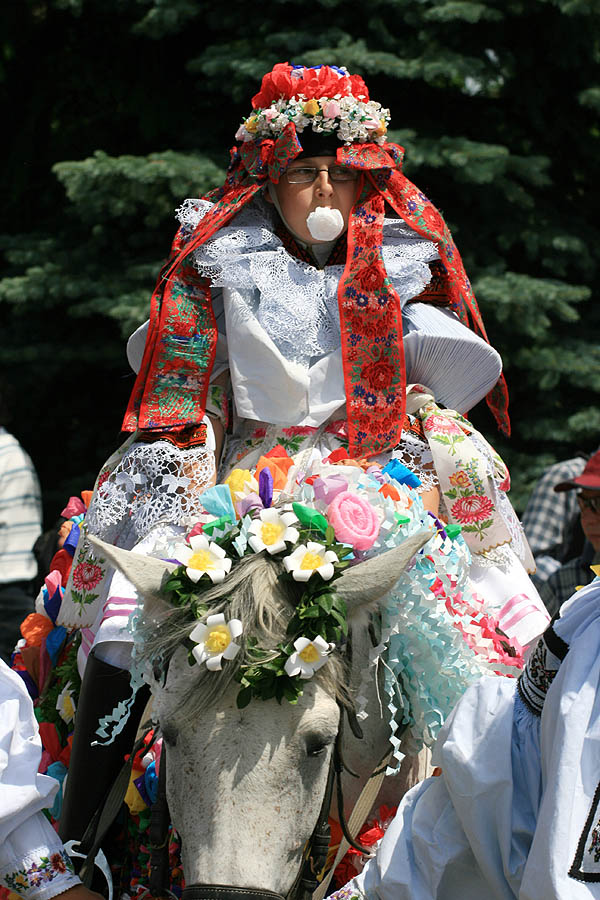
Festival folklòric Moravia-Slovac
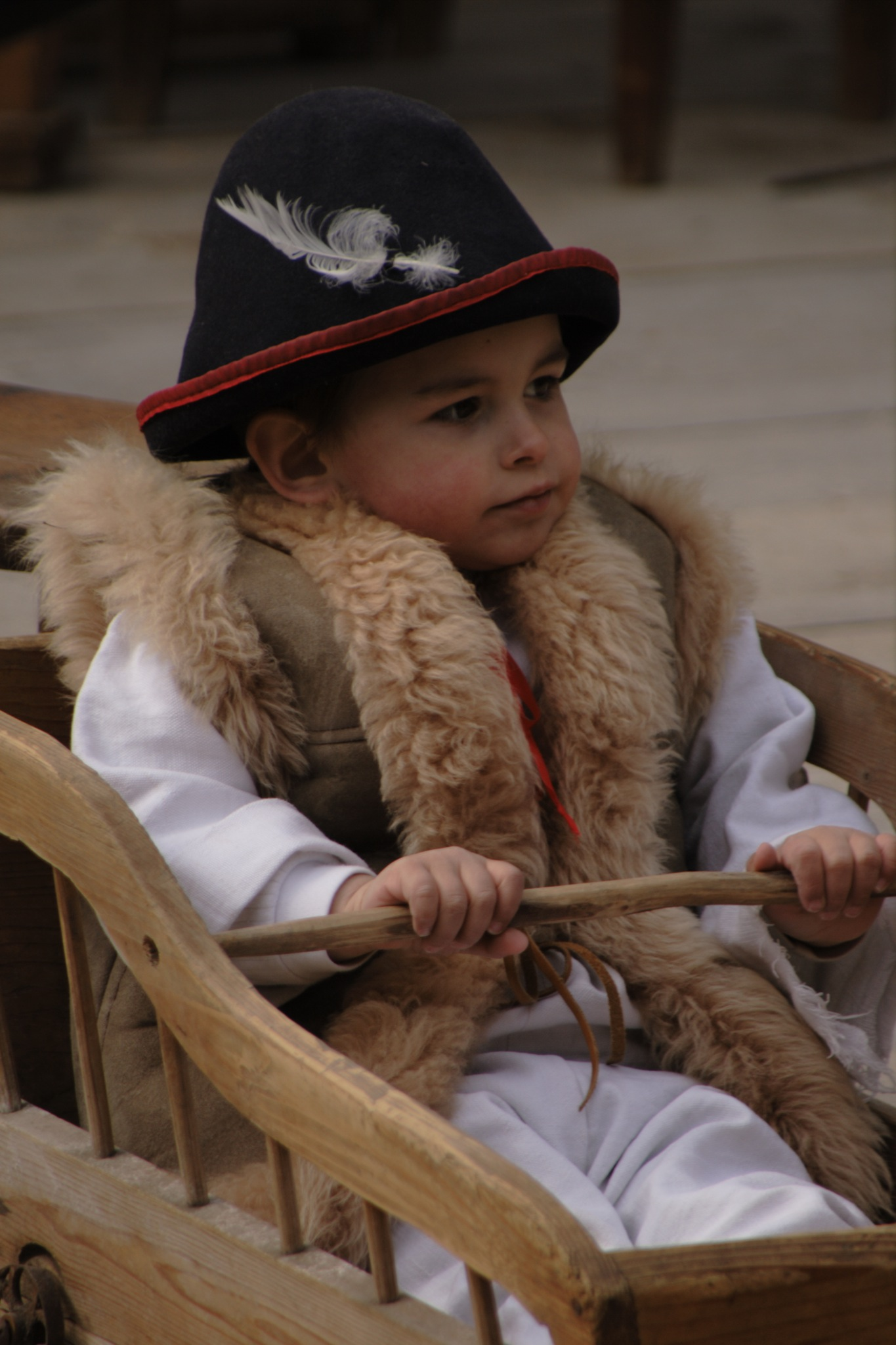
Oriental a Eslovàquia
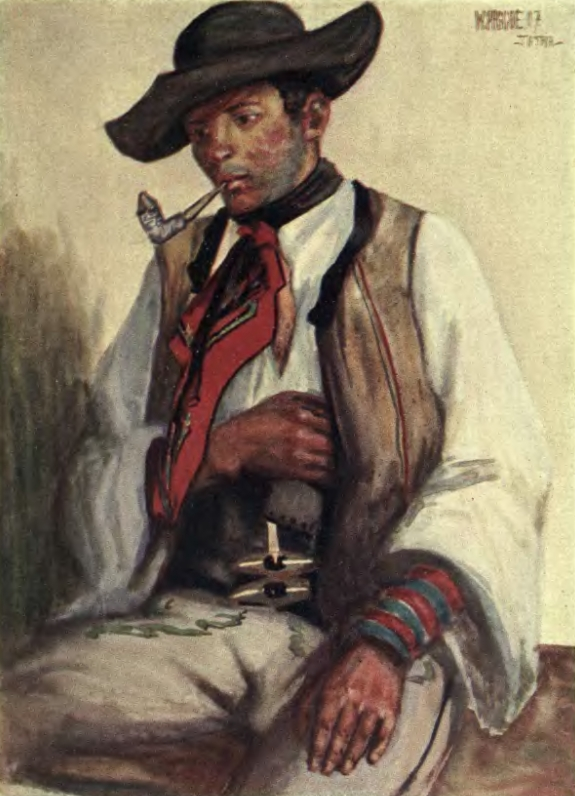
Pagès eslovac de les muntanyes Tatra, 1908
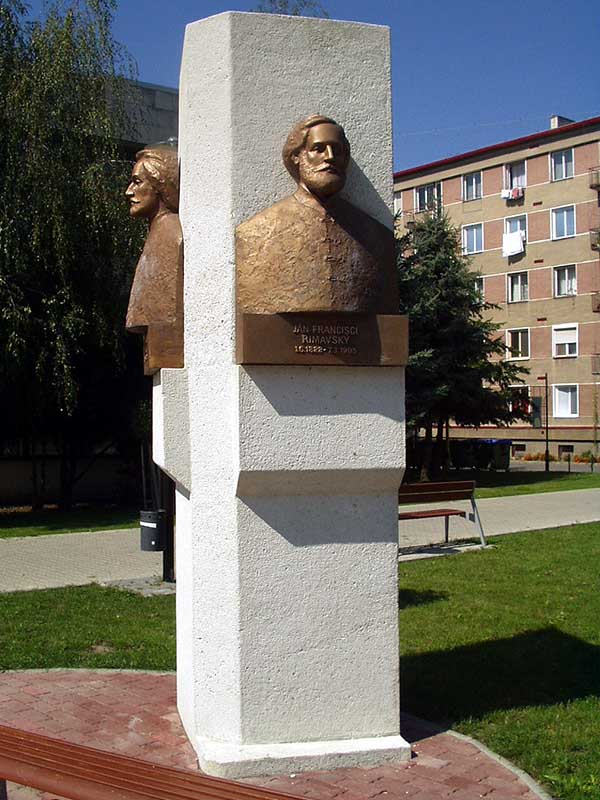
Jan Francisci-Rimavsky poeta i revolucionari
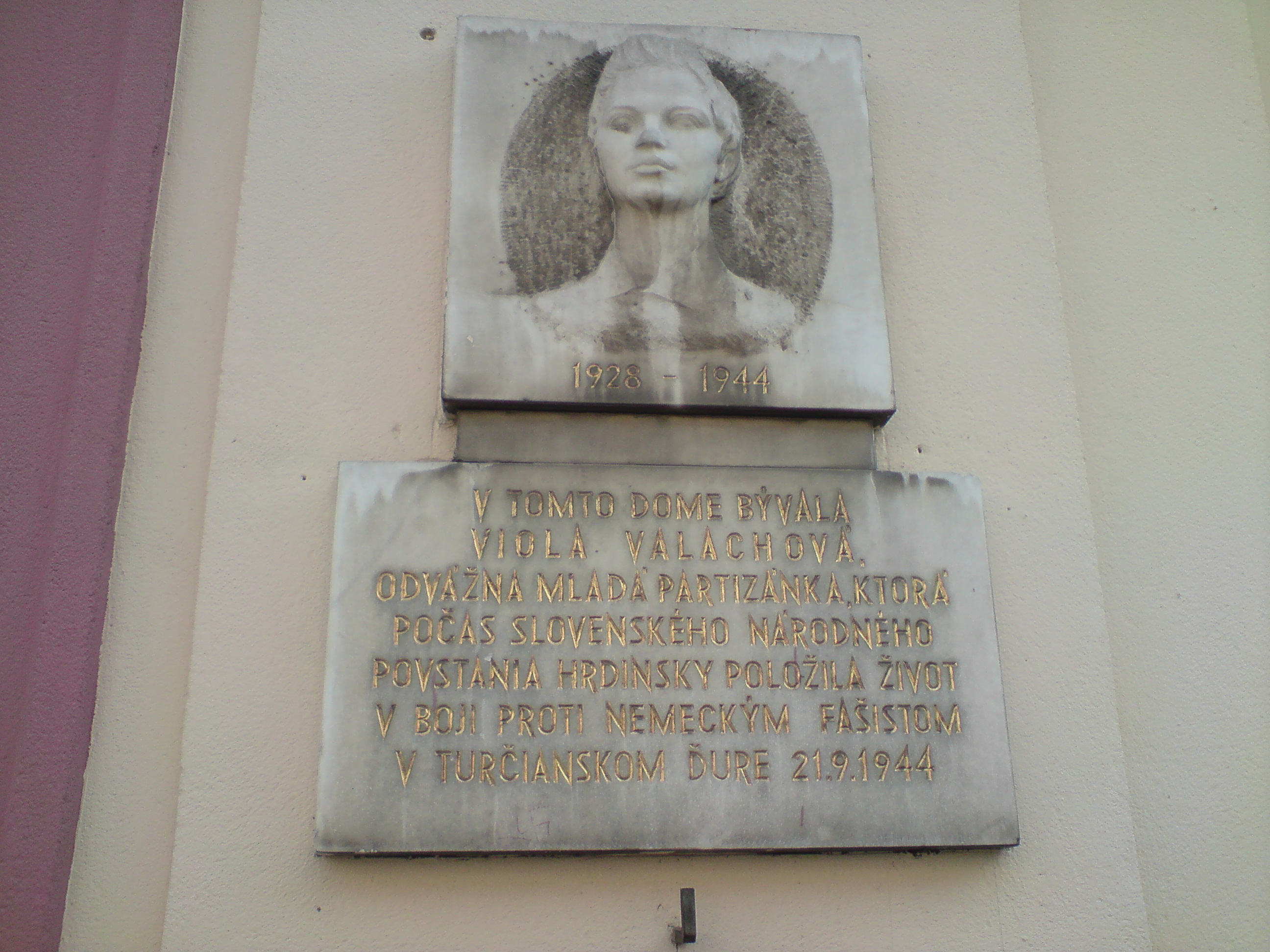
Viola Valachová partisana
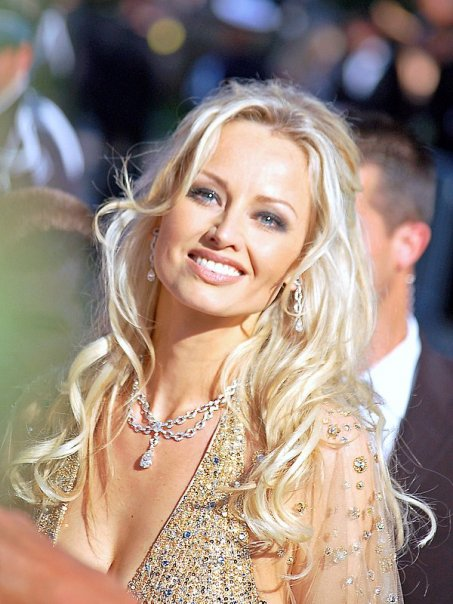
Adriana Sklenaříková, model i actriu
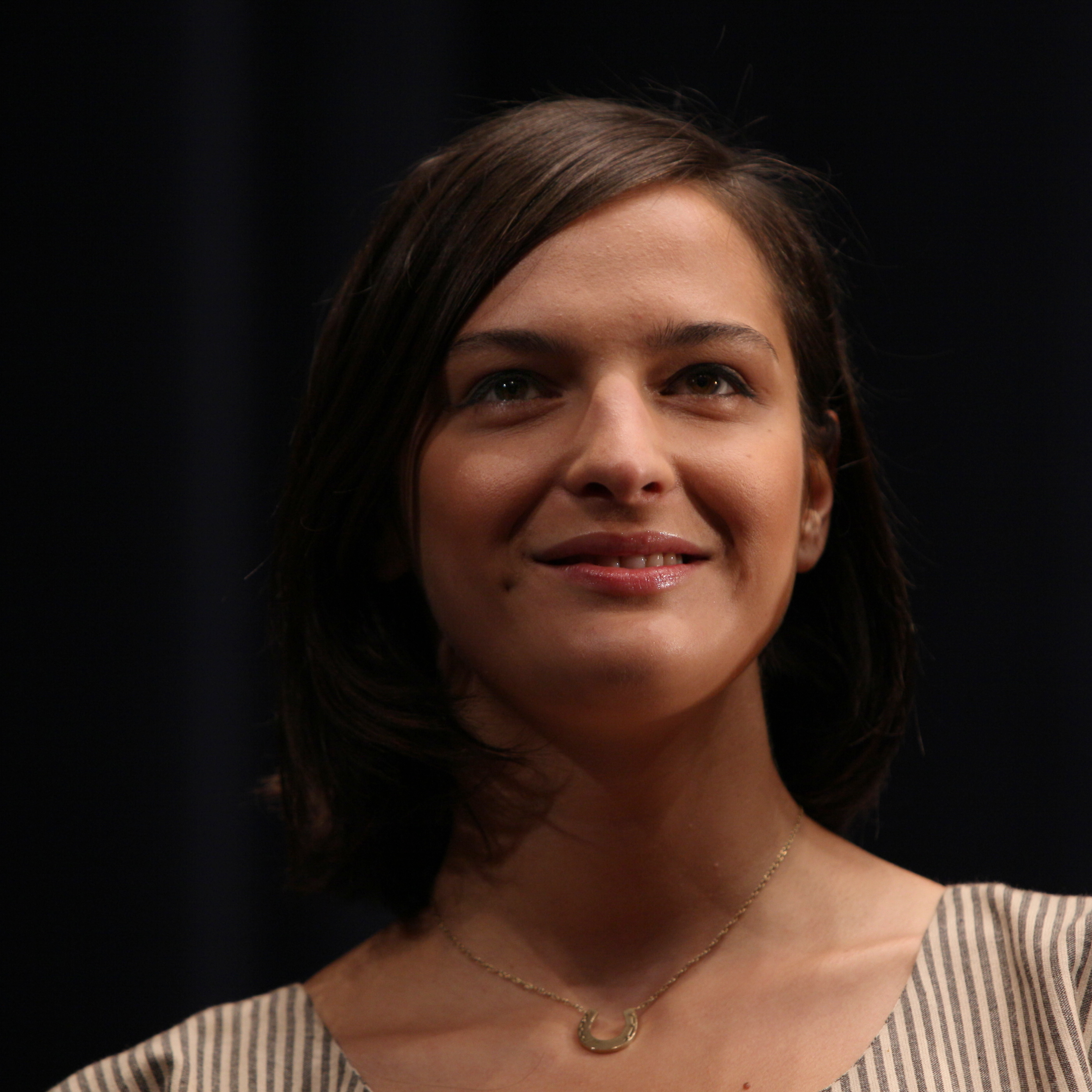
Jana Kirschner, cantant de pop
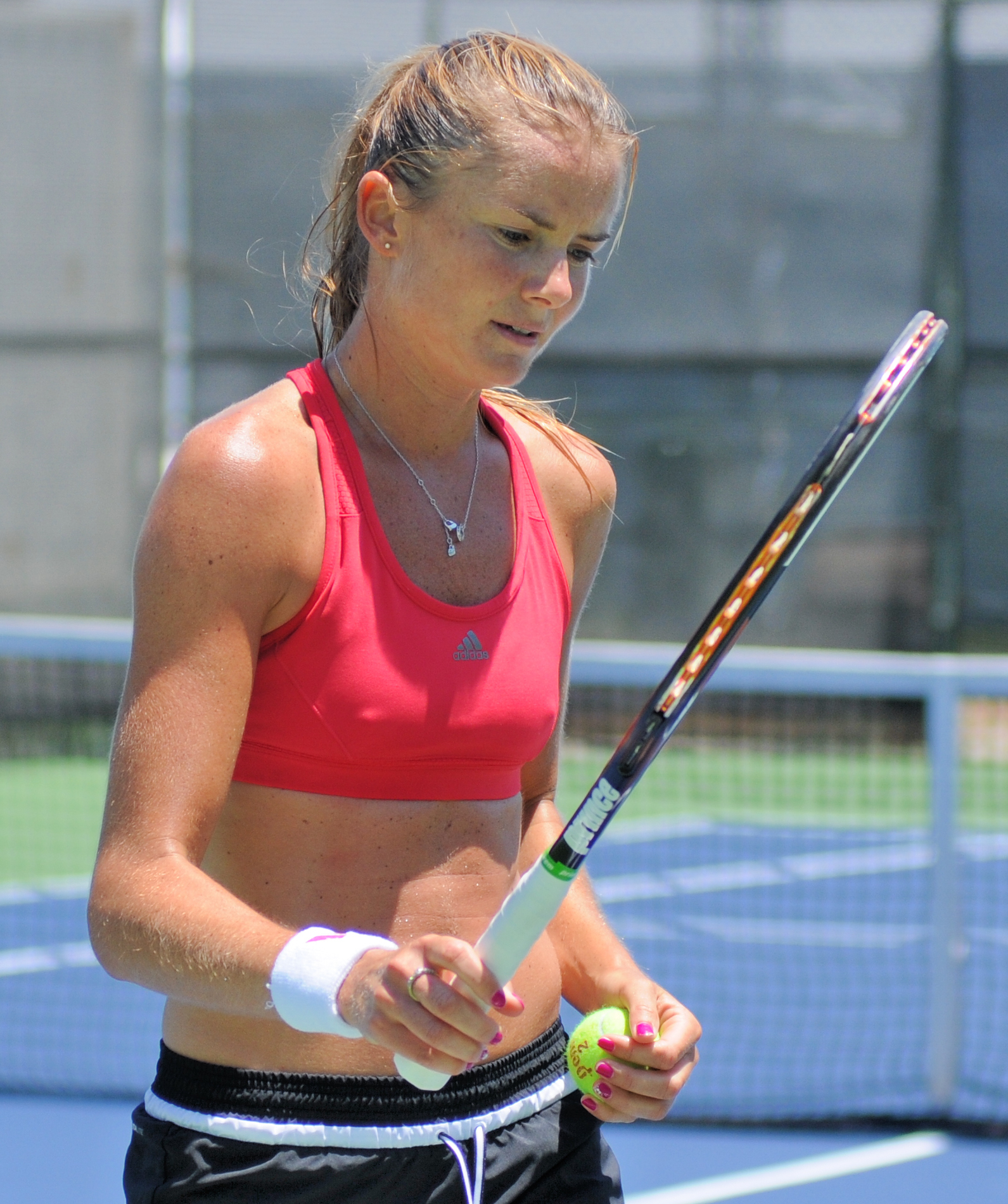
Daniela Hantuchová, la tennista més coneguda eslovaca
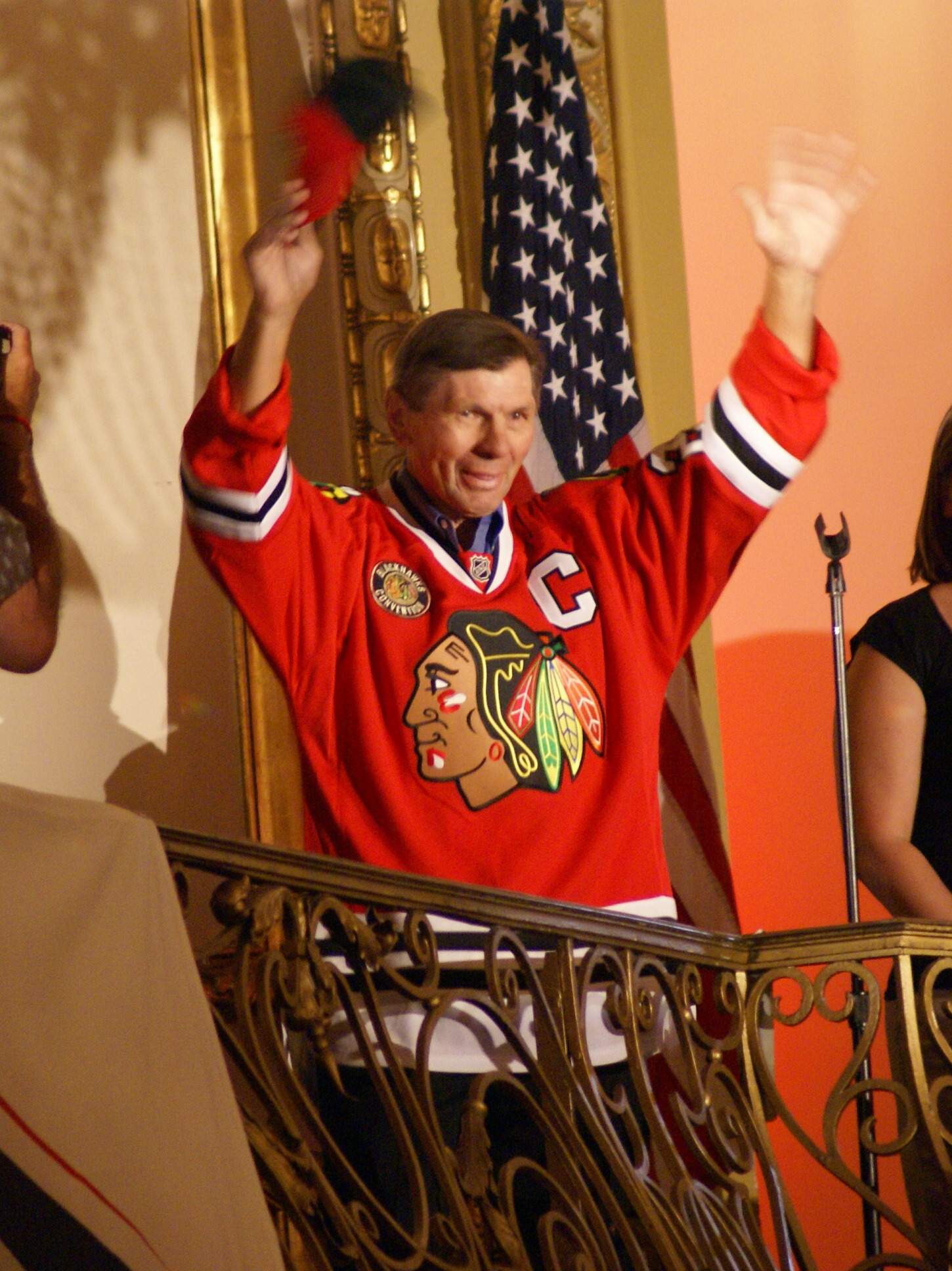
Stan Mikita, Jugador d'hoquei sobre gel
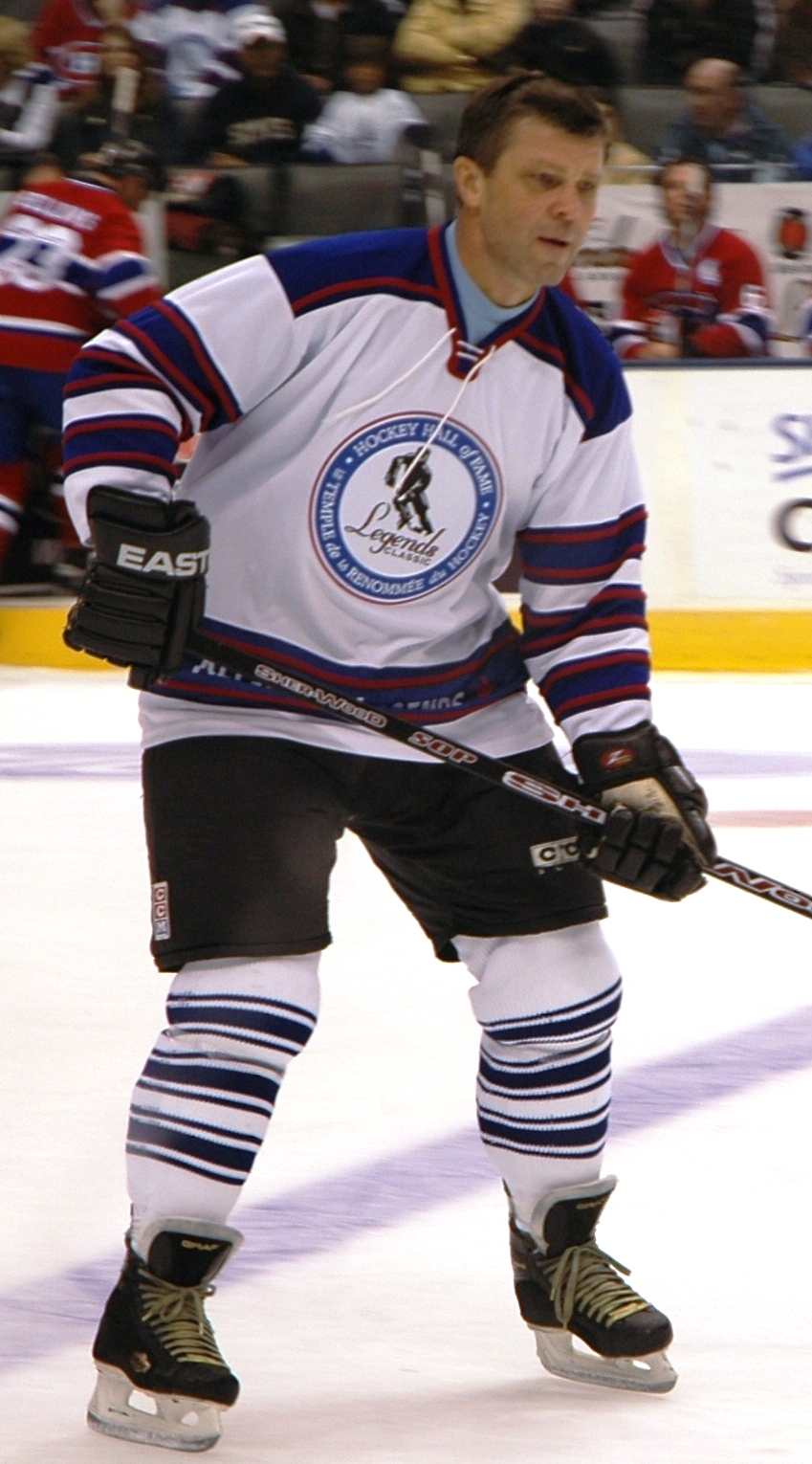
Peter Šťastný, jugador d'hoquei sobre gel
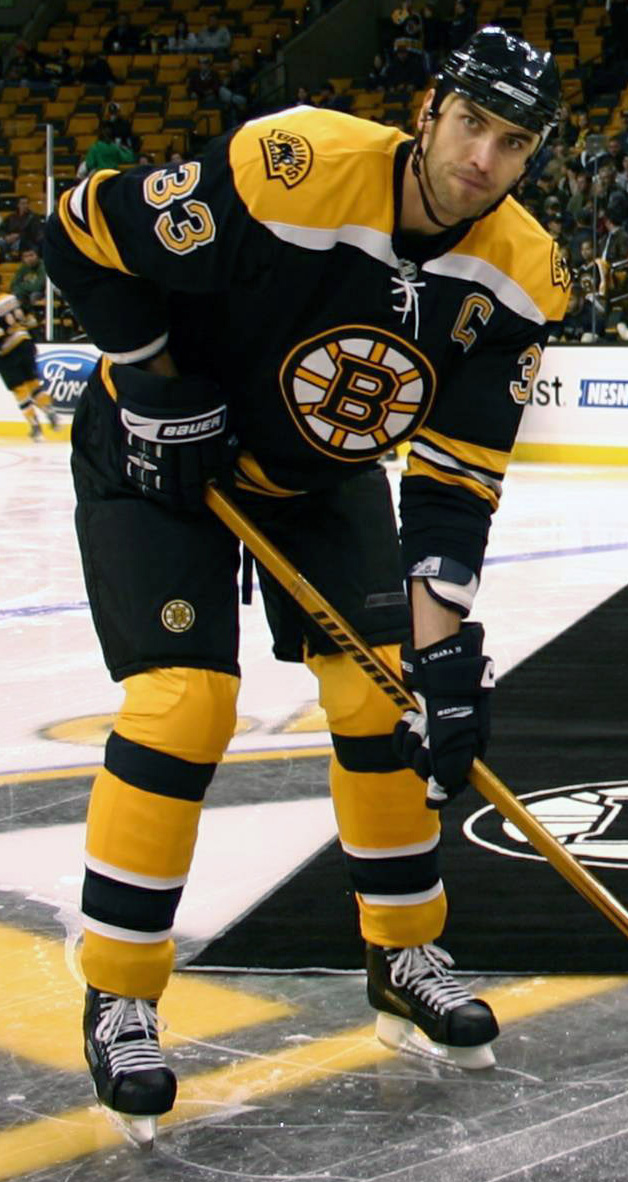
Zdeno Chára, Jugador d'hoquei sobre gel
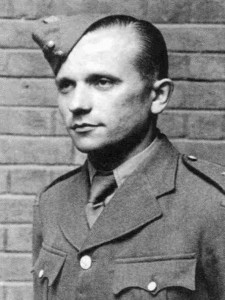
Jozef Gabčík, soldat eslovac, assassí de Reinhard Heydrich
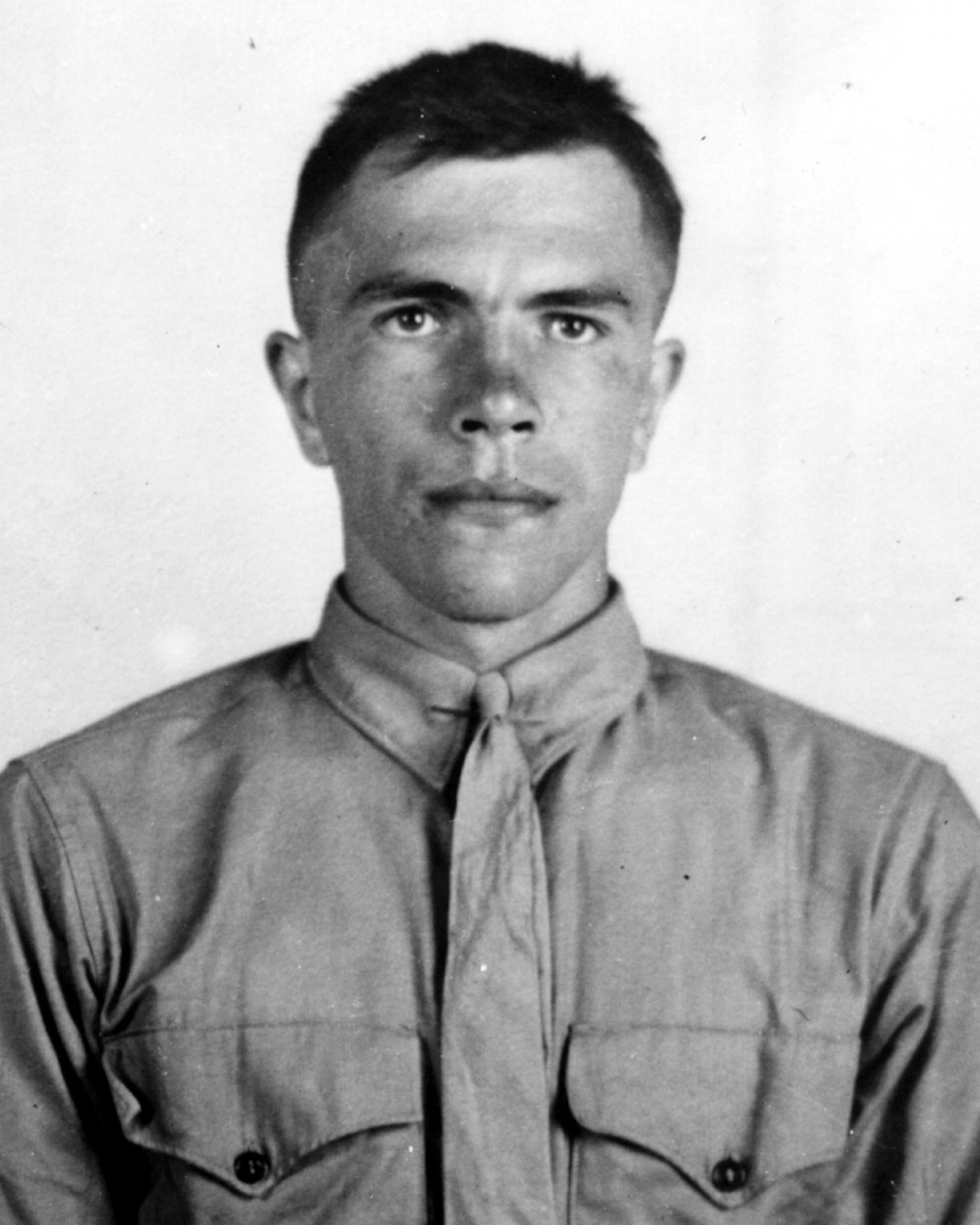
Michael Strank, marine america, un dels homes que va aguantar la bandera a Iwo Jima
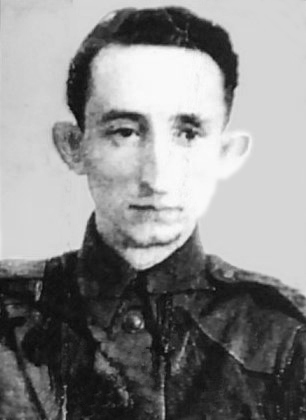
Miroslav Iringh, un dels organitzadors de la Primavera de Praga

## Mapes

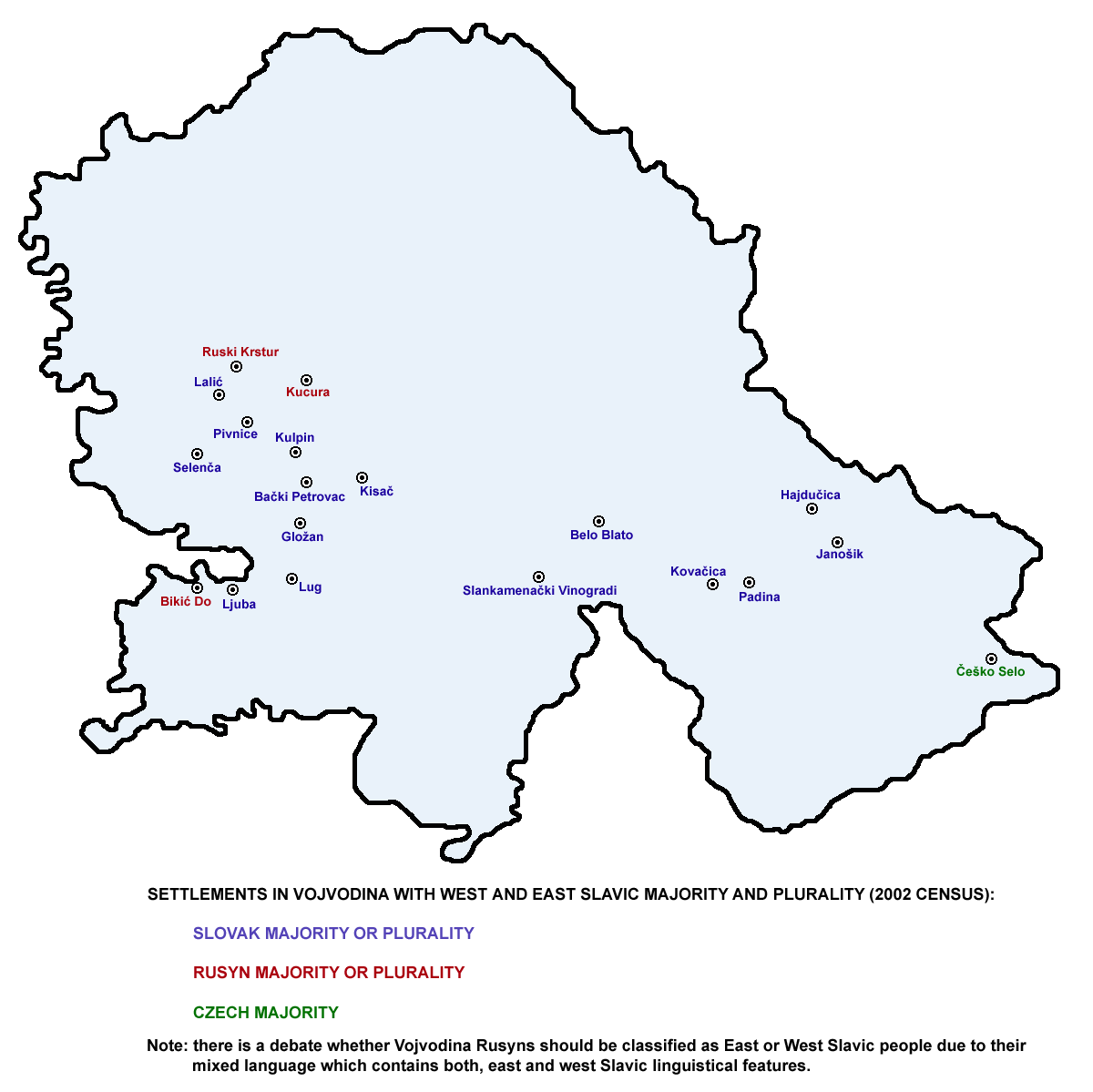
Eslovacs a Vojvodina, Sèrbia (cens de 2002)
L'eslovac en els Estats Units segons el cens dels Estats Units interpretat per la U.S. English Foundation.